# Aya Nakamura
Aya Coco Danioko (francês: [aja danjɔko]; Bamaco, 10 de maio de 1995), conhecida pelo seu nome artístico Aya Nakamura (pronunciada(o) [aja nakamuʁa] (escutarⓘ)), é uma cantora pop franco-maliana. É mais conhecida pela sua canção de sucesso "Djadja", que já ultrapassou 1 bilhão de visualizações no YouTube. 
Nakamura publicou as suas canções na internet, ganhando sucesso com "Karma" e "J'ai mal". Dembo Camara, uma amiga de longa data, tornou-se sua produtora e gestora. Notavelmente, a sua canção "Brisé", composta por Christopher Ghenda, conseguiu 34 milhões de visualizações no YouTube, e sua colaboração com o rapper Fababy em "Love d'un voyou" resultou na sua entrada nas paradas da França. Ela lançou o seu álbum de estreia com uma série de colaborações. Teve também um grande concerto no estádio Modibo-Keïta em Bamako, onde abriu para a estrela nigeriana Davido.

## Biografia
Nascida em Bamako, Aya Danioko imigrou para a França com sua família, crescendo em Aulnay-sous-Bois. Nascida em uma família de griôs (contadores de histórias da África Ocidental), ela é a mais velha de cinco irmãos. Aya estudou moda na La Courneuve. Mais tarde, ela começou na música adotando o nome artístico Aya Nakamura, em homenagem ao personagem Hiro Nakamura da série de drama de ficção científica da NBC, Heroes.

## Carreira

### 2014–2017: Estreia e primeiro sucesso comJournal intime
Em 2014, aos 19 anos de idade, lançou o seu primeiro single "Karma" no Facebook. Com a ajuda do produtor Seysey, compôs uma canção de separação, "J'ai mal", com uma melodia do tipo zouk. O vídeo da canção atingiu mais de 1 milhão de visualizações no YouTube. Uma velha amiga, Dembo Camara, tornou-se a sua produtora e agente artística. Em 2015, fez a canção "Brisé" com o compositor Christopher Ghenda, e o videoclipe atingiu 13 milhões de visualizações no YouTube. Posteriormente, lançou outra canção, "Love d'un Voyou", com o rapper Fababy, que recebeu ainda mais sucesso no YouTube.
Como homenagem à sua herança cultural e raízes, ela fez um concerto no estádio Modibo-Keïta em Bamako, abrindo para o cantor nigeriano-americano Davido, e dedicou uma canção a um dos mais famosos cantores malianos, Oumou Sangaré, que nasceu em Bamako como ela. Em janeiro de 2016, a cantora assinou um contrato com a Rec. 118, uma subsidiária da Warner Music France. Durante o mesmo ano, continuou a fazer colaborações e lançou o seu segundo single "Super Héros", com o rapper Gradur.
Em 25 de agosto de 2017, lançou o seu álbum de estreia Journal Intime, que contém o seu primeiro sucesso de platina, "Comportement". O álbum foi certificado como platina na França. Em 23 de setembro de 2017, participou do La Nuit du Mali em Bercy, evento que celebra o Dia da Independência de Mali em Paris. Ela compartilhou o palco com Oumou Sangaré e outros artistas malianos como Cheick Tidiane Seck, Lassana Hawa e Mokobé.

### 2018–2020:Nakamura
Em 6 de abril de 2018, Aya Nakamura lançou "Djadja" — o primeiro single de seu segundo álbum —, que ficou duas semanas consecutivas em número um na tabela francesa, e, mais tarde, foi certificado com disco de diamante. A canção tornou-se rapidamente um sucesso no verão francês e um sucesso internacional. Aya tornou-se a primeira artista francesa a alcançar o número um nos Países Baixos desde Édith Piaf, com "Non, je ne regrette rien", em 1961. "Djadja" foi também a primeira canção francófona desde 2009 a chegar ao topo das paradas neerlandesas, sendo a última "Alors on danse", do artista belga Stromae. "Djadja" conquistou as paradas e rádios de toda a Europa (Alemanha, Suécia, Portugal, Espanha, Turquia, Roménia, Bulgária, Grécia, Espanha, Bélgica, Suíça...).
O seguinte single, "Copines", lançado em agosto de 2018, estreou em número quatro na França, antes de subir para o número um em novembro de 2018, e é também certificado como diamante. Em 2 de novembro de 2018, Aya Nakamura lançou o seu segundo álbum, Nakamura. Tornou-se a primeira artista feminina a colocar as faixas de um segundo álbum no top 10 da França simultaneamente. Em janeiro de 2019, ganhou o prémio European Music Moves Talent Award em Melhor Álbum Urbano. Em fevereiro de 2019, foi nomeada em Canção do Ano e Melhor Álbum Urbano no France Music Awards.
Em março de 2019, iniciou a sua primeira turnê, a Nakamura en tournée. Em abril de 2019, lançou o clipe de "Pookie", que se tornou o vídeo francês mais visto em 2019. Se tornou o terceiro single de Aya com o certificado de diamante. Em maio de 2019, foi retratada pelo The New York Times como "um dos atos musicais e sociais mais importantes da Europa atualmente". Em junho de 2019, recebeu a sua primeira indicação aos BET Awards em Melhor Ato Internacional, e alcançou 1 bilhão de visualizações em seu canal do YouTube. 
No verão de 2019, recebeu grande conhecimento com o single "Pookie" (com mais de 240 milhões de vistas do YouTube até à data), incluindo versões internacionais de alto nível com rappers "multiplatinados" Capo Plaza e Lil Pump. Em agosto, o seu canal no YouTube tornou-se o mais visto por uma artista francesa (1,4 bilhões de visualizações até à data). Em outubro, "Djadja" se tornou platina na Espanha e Portugal, enquanto "Pookie" foi certificado como platina duplo na Itália. Em 25 de outubro de 2019, Nakamura lançou uma reedição com cinco novas canções, incluindo o single top 5 "40%". No final de dezembro, foi nomeada a artista francesa mais assistida em 2019 no YouTube, e a artista francesa mais ouvida em 2019 no Spotify. Em 3 de janeiro de 2020, foi anunciada a sua apresentação no Coachella Valley Music and Arts Festival de 2020. Em 12 de Junho, Nakamura lançou uma versão em espanhol de "Djadja" com o cantor colombiano Maluma.

### 2020:Aya
Em 17 de julho de 2020, lançou o single "Jolie nana" como o primeiro single do seu terceiro álbum de estúdio, Aya. Estreou em número um na tabela de singles franceses, recebeu certificado de ouro na França em duas semanas e alcançou o top 10 na Bélgica e Suíça, assim como o top 40 na Holanda. Na parada UK Afrobeats, atingiu o número 7. Em 9 de Outubro, lançou o segundo single do álbum, "Doudou". Atingiu o número 9 na França, top 40 na Bélgica e o número 16 no UK Afrobeats. Anunciou o lançamento do álbum em 15 de outubro, com a data de lançamento marcada para o dia 13 de novembro. A tracklist foi lançado em 4 de outubro, revelando colaborações com Stormzy, Sra. Banks e O'boy.

### 2021–presente: DNK
O primeiro projeto musical da cantora em 2021 é a canção "C'est cuit", do trio estadunidense Major Lazer, com participação do cantor estadunidense Swae Lee; a música aparece na versão deluxe do quarto álbum de estúdio da banda lançado em 26 de março de 2021.
No dia 27 de maio, a cantora revelou uma nova canção intitulada ""Bobo" acompanhada de um clipe. A canção entra no ranking francês em 3º lugar. Em outubro de 2022 ela se apresenta em um concerto virtual interativo no jogo Fortnite. Em 6 de janeiro de 2023, Nakamura anunciou por meio de um show ao vivo o lançamento de seu novo álbum DNK para o dia 27 de janeiro de 2023, bem como um shows em Bercy Arena em 26, 27 e 28 de maio de 2023.
Em julho de 2024, Aya cantou o seu êxito "Djadja" na abertura dos Jogos Olímpicos desse ano, realizados em Paris.

## Vida Pessoal
Nakamura tem duas filhas, chamadas Aïcha, nascida em 2016 e Ava, nascida em 2022.
Ela adquire a nacionalidade francesa em 2 de maio de 2021. Em agosto de 2022, na cidade de Rosny-sous-Bois, Nakamura, junto com seu ex-parceiro Vladimir Boudnikoff, foi acusada de violência doméstica recíproca. Em 11 de novembro de 2022, seu julgamento foi adiado, pois nem ela nem Boudnikoff compareceram ao tribunal. Em 23 de fevereiro de 2023, Nakamura e o ex-parceiro são finalmente condenados a pagar uma multa de €10.000 e €5.000 euros respectivamente.

## Discografia
- Journal intime (2017)
- Nakamura (2018)
- AYA (2020)
- DNK (2023)

## Prêmios e indicações
| Ano  | Premiação                        | Categoria                                            | Recipiente                      | Resultado |
| ---- | -------------------------------- | ---------------------------------------------------- | ------------------------------- | --------- |
| 2018 | NRJ Music Awards 2018            | Canção do Ano em Francófono                          | "Djadja"                        | Indicada  |
| 2018 | NRJ Music Awards 2018            | Revelação do Ano                                     | Ela mesma                       | Indicada  |
| 2018 | W9 D'OR                          | Artista Feminina Mais Popular                        | Ela mesma                       | Venceu    |
| 2019 | MTV Europe Music Awards          | Melhor Artista Francês                               | Ela mesma                       | Indicada  |
| 2019 | BET Awards                       | Melhor Artista Internacional (França)                | Ela mesma                       | Indicada  |
| 2019 | NRJ Music Awards 2019            | Canção do Ano em Francófono                          | "Pookie"                        | Indicada  |
| 2019 | NRJ Music Awards 2019            | Apresentação Francófona da Noite                     | "Pookie"                        | Indicada  |
| 2019 | NRJ Music Awards 2019            | Artista Feminina Francófona do Ano                   | Ela mesma                       | Indicada  |
| 2019 | Victoires de la Musique          | Álbum de Música Urbana                               | Nakamura                        | Indicada  |
| 2019 | Victoires de la Musique          | Música Original                                      | "Djadja"                        | Indicada  |
| 2019 | Music Moves Europe Talent Awards | Prêmio de Escolha do Público                         | Ela mesma                       | Venceu    |
| 2019 | All Africa Music Awards          | Melhor Artista Francófono                            | Ela mesma                       | Indicada  |
| 2019 | All Africa Music Awards          | Artista do Ano                                       | Ela mesma                       | Indicada  |
| 2019 | All Africa Music Awards          | Artista que Cruza as Fronteiras com Sua Música       | Ela mesma                       | Indicada  |
| 2019 | All Africa Music Awards          | Melhor Artista Feminina da África Ocidental          | Ela mesma                       | Indicada  |
| 2019 | All Africa Music Awards          | Melhor Colaboração                                   | "Sucette" (feat. Niska)         | Indicada  |
| 2019 | All Africa Music Awards          | Música do Ano                                        | "Pookie"                        | Indicada  |
| 2020 | MTV Europe Music Awards          | Melhor Artista Francês                               | Ela mesma                       | Indicada  |
| 2020 | NRJ Music Awards 2020            | Artista Feminina Francófona do Ano                   | Ela mesma                       | Venceu    |
| 2020 | Deezer Awards                    | Artista Feminina do Ano                              | Ela mesma                       | Venceu    |
| 2020 | LOS40 Music Awards               | Revelação Internacional do Ano                       | Ela mesma                       | Venceu    |
| 2020 | Grand Prix Sacem                 | Grande Prêmio do Repertório de Sacem para Exportação | Ela mesma                       | Venceu    |
| 2020 | Grand Prix Sacem                 | Grande Prêmio da SDMR                                | "Djadja"                        | Venceu    |
| 2020 | BreakTudo Awards                 | Artista em Andamento                                 | Ela mesma                       | Indicada  |
| 2020 | BreakTudo Awards                 | Hit Latino                                           | "Djadja (Remix)" (feat. Maluma) | Indicada  |
| 2020 | Social Music Awards              | Colaboração e Influência do Ano                      | Ela mesma x MAC Cosmetics       | Venceu    |
| 2021 | Victoires de la Musique          | Artista Feminina                                     | Ela mesma                       | Indicada  |

## Turnês
- Nakamura Tour (2019)
- DNK Tour (2023–presente)